# RLP (DJ)
RLP (* in Montréal), eigentlich Robert Levy-Provençal, ist ein in Frankreich lebender kanadischer DJ und Produzent.

## Biografie
Ende der 1970er begann RLP als DJ in seiner Heimat Kanada und 1983 ging er nach Paris, wo er in den großen Clubs der französischen Hauptstadt als DJ auflegte und bei Radio 7 eine eigene Sendung für House-Musik hatte. In den 1990er Jahren arbeitete er vor allem als Label-Manager bei Polygram. In den 2000ern war er wieder als Club- und Radio-DJ tätig und dehnte seine Tätigkeit weltweit aus. Über sein eigenes Label RLPMix Records veröffentlichte er eigene 12"-Platten und Remix-CDs.
Einen größeren Hit hatte RLP 2011 mit einer Dance-Version des Lieds R.E.S.P.E.C.T. von Aretha Franklin, das er zusammen mit der Sängerin Barbara Tucker aufgenommen hatte. In Deutschland kam er damit bis in die deutschen Singlecharts.

## Diskografie
Singles
- Vibeness (mit Sami Dee, 2001)
- Egyptian Drummer (2002)
- My Will to Survive (mit Sami Dee, 2003)
- The Future (mit Sami Dee, 2004)
- Journey (2005)
- On Your Side (2006)
- R.E.S.P.E.C.T. (featuring Barbara Tucker, 2011)